# هیرواکی کامیجو
هیرواکی کامیجو (انگلیسی: Hiroaki Kamijo؛ زادهٔ ۲۲ آوریل ۱۹۸۹) بازیکن فوتبال اهل ژاپن است.